# Benzidine
Benzidine (tên thông thường), còn được gọi là 1,1'-biphenyl-4,4'-diamine (tên hệ thống), là một hợp chất hữu cơ có công thức (C6H4NH2)2. Nó là một amin thơm và là một thành phần của một phản ứng xét nghiệm xyanua. Các dẫn xuất liên quan được sử dụng trong sản xuất thuốc nhuộm. Benzidine có liên quan đến các chứng ung thư tuyến tụy và ung thư bàng quang.

## Điều chế và tính chất
Benzidine được điều chế theo quy trình hai bước từ nitrobenzene. Đầu tiên, nitrobenzene được chuyển thành 1,2-diphenylhydrazine, thường sử dụng bột sắt làm chất khử. Xử lý hydrazine này bằng acid khoáng tạo ra phản ứng sắp xếp lại thành 4,4'-benzidine. Một lượng nhỏ hơn các đồng phân khác của chất này cũng được hình thành. Quá trình sắp xếp lại benzidine, được tiến hành giữa các phân tử, là một bài toán cổ điển trong hóa học hữu cơ.
Sự chuyển đổi này được mô tả như một phản ứng [5,5] sigmatropic.
Về tính chất vật lý, 4,4'-benzidine hòa tan kém trong nước lạnh nhưng có thể được kết tinh lại từ nước nóng, nơi nó kết tinh dưới dạng monohydrat. Nó là loài bazơ, các loài đã được deproto hóa có giá trị Ka 9,3×10−10 và 5,6×10−11. Các dung dịch của nó phản ứng với các chất oxy hóa để tạo ra các dẫn xuất liên quan đến quinone có màu đậm.

## Ứng dụng
Việc chuyển hóa benzidine thành muối bis(diazonium) đã từng là một bước không thể thiếu trong quá trình điều chế thuốc nhuộm trực tiếp (không cần chất kết dính). Xử lý muối bis(diazonium) này bằng acid 1-aminonaphthalene-4-sulfonic tạo ra thuốc nhuộm màu đỏ congo phổ biến một thời. Trước đây, benzidine được dùng để xét nghiệm sự tồn tại của máu. Một loại enzyme trong máu gây ra quá trình oxy hóa benzidine tạo thành một dẫn xuất có màu xanh lam đặc trưng. Xét nghiệm đối với cyanide dựa trên khả năng phản ứng tương tự. Các ứng dụng như vậy phần lớn đã được thay thế bằng các phương pháp sử dụng phenolphthalein/hydro peroxide và luminol.